# Matteo Mauri
Matteo Mauri (Milano, 24 maggio 1970) è un politico italiano, dal 15 marzo 2013 deputato alla Camera per il Partito Democratico.
È stato coordinatore del Partito Democratico dal 14 luglio al 17 novembre 2018, sottosegretario di Stato e viceministro dell'Interno nel secondo governo Conte.

## Biografia
Nato a Milano, dove da sempre vive e si è laureato in scienze politiche all'Università di Milano.
Iniziato a seguire la politica fin da ragazzo negli anni del liceo, ne entra tra le file della Sinistra Giovanile, l'organizzazione giovanile del Partito Democratico della Sinistra prima e dei Democratici di Sinistra (DS) poi, dov'è stato prima segretario regionale in Lombardia e poi responsabile organizzazione nazionale.
Impegnato nella politica in Lombardia, nel 2002 diventa organizzatore e coordinatore della segreteria dei DS lombardi, che successivamente diventa la sezione del Partito Democratico (PD) in Lombardia.

### Consigliere e Assessore provinciale di Milano
Alle elezioni amministrative del 2004 si candida al consiglio provinciale di Milano, tra le liste dei DS a sotegno del candidato presidente di centro-sinistra Filippo Penati, risultando eletto consigliere provinciale e successivamente nominato assessore nella giunta provinciale di Milano presieduta da Penati, rimanendo in carica fino al 2009, anno in cui viene rieletto alla successiva tornata elettorale e ricoprendo la carica di capogruppo PD nella Provincia di Milano.
Il 24 novembre 2009 viene nominato da Pier Luigi Bersani, neo-eletto segretario del PD, Responsabile nazionale Infrastrutture e Trasporti nella Segreteria nazionale del Partito Democratico.

### Elezione a deputato
Alle elezioni politiche del 2013 viene candidato alla Camera dei deputati, dove viene eletto deputato tra le liste del PD nella circoscrizione Lombardia 1, dimettendosi da consigliere provinciale per sua decisione di non tenere un "doppio incarico". Nel corso della XVII legislatura ha fatto parte della 9ª Commissione Trasporti, poste e telecomunicazioni e della 1ª Commissione Affari Costituzionali, della Presidenza del Consiglio e interni, oltre a ricoprire all'interno del gruppo parlamentare del PD alla Camera gli incarichi di tesoriere (2013-2015) e delegato d'aula (2015-2018).

### Vice-capogruppo vicario del PD alla Camera
Il 19 giugno 2015 è uno dei promotori della corrente del PD "Sinistra è cambiamento", formata da esponenti non renziani del governo Renzi (come Cesare Damiano, Luciano Pizzetti e Paola De Micheli) posizionati più a sinistra di loro, che si richiamano a Maurizio Martina, Ministro delle politiche agricole alimentari e forestali, puntando alla sopravvivenza del governo stesso. Successivamente Mauri, assieme a Sinistra è cambiamento, vota a favore della legge elettorale Italicum, proposta dal PD e il suo segretario Matteo Renzi, posta con il voto di fiducia, sancendo così la rottura con la "minoranza Dem", contraria a tale scelta, e la sua entrata ufficiale nella maggioranza che sosteneva Renzi nel PD.
Con l'elezione di Ettore Rosato, vice-capogruppo vicario in area Franceschiniana-Renziana, a capogruppo del PD alla Camera, il 21 luglio subentra ad egli come vice-capogruppo vicario e mantenendo l'incarico fino alla fine della legislatura.

### Rielezione alla Camera
Alle elezioni politiche del 2018 viene ricandidato alla Camera, tra le liste del PD nel collegio plurinominale Lombardia 1 - 02, venendo rieletto deputato. Nella XVIII legislatura della Repubblica è stato membro della 14ª Commissione Politiche dell'Unione Europea (2018-2019), della 1ª Commissione Affari Costituzionali, della Presidenza del Consiglio e interni (2019-2020; 2021-2022), venendo sostituito per l'incarico di governo che occupa da Gian Mario Fragomeli, della 13ª Commissione Agricoltura (2020; 2020-2021) e della 10ª Commissione Attività produttive, commercio e turismo (2020), venendo sostituito in quest'ultime due per l'incarico di governo che occupa da Andrea Frailis.

### Coordinatore del Partito Democratico
A luglio 2018, con l'elezione di Martina a segretario del PD a tutti gli effetti, viene nominato coordinatore della segretaria nazionale e rimanendo in carica fino al 17 novembre 2018.
Alle primarie del PD del 2019 sostiene la mozione del segretario uscente Martina, ministro delle politiche agricole nei governi Renzi e Gentiloni e rappresentante l'area "filo-renziana" del partito, che risulterà perdente arrivando secondo con il 22% dei voti dietro a Nicola Zingaretti (66%). Successivamente aderisce alla corrente "Fianco a Fianco", d'ispirazione socialista liberale guidata da Martina e Graziano Delrio, che poi nel 2020 confluisce in "Volare - Oltre le correnti", sempre socialista liberale e guidata da Delrio e Tommaso Nannicini.

### Sottosegretario e Viceministro dell'interno
In seguito alla nascita del governo Conte II tra PD, Movimento 5 Stelle e LeU, il 13 settembre 2019 viene nominato dal Consiglio dei Ministri sottosegretario di Stato al Ministero dell'interno, affiancando il ministro Luciana Lamorgese, divenendo il successivo 14 agosto 2020 viceministro dell'interno assieme a Vito Crimi. Con la nascita del nuovo governo guidato da Mario Draghi il 13 febbraio 2021, termina l'incarico.

### Commissario provinciale del PD a Latina
Nel 2021 viene nominato, dal segretario del PD Enrico Letta, commissario provinciale a Latina, a seguito delle dimissioni di Claudio Moscardelli per gli arresti domiciliari nell’ambito dell’inchiesta dei concorsi alla ASL. Mentre il 27 novembre viene nominato sempre dal segretario Letta coordinatore del congresso regionale del PD nelle Marche che verrà celebrerato entro il 15 febbraio 2022.

### Vicepresidente della Commissione Affari Costituzionali
Alle elezioni politiche anticipate del 2022 viene ricandidato alla Camera dei deputati, tra le liste del Partito Democratico - Italia Democratica e Progressista nel collegio plurinominale Lombardia 1 - 02 in seconda posizione, venendo rieletto deputato. Nella XIX legislatura è vicepresidente della 1ª Commissione Affari Costituzionali, della Presidenza del Consiglio e interni e membro della Commissione parlamentare d'inchiesta sul disastro della nave "Moby Prince".

## Vita privata
Ha due figlie: Viola e Anna; è appassionato di archeologia, rugby e basket.